# Poscarga

Cuando aumenta la poscarga el corazón debe aumentar la contractibilidad o la frecuencia cardiaca para impulsar el mismo volumen de sangre

En fisiología cardiaca, la poscarga corresponde a la resistencia contra la que el ventrículo debe enfrentarse para expulsar la sangre hacia los grandes vasos sanguíneos. Puede definirse también como la presión que la contracción del ventrículo debe sobrepasar para que se abran las válvulas aórtica o pulmonar y la sangre sea impulsada hacia la arteria aorta o la arteria pulmonar.
La poscarga en el ventrículo izquierdo equivale a la resistencia vascular periférica o sistémica, mientras que en el ventrículo derecho se corresponde con la resistencia vascular pulmonar.
Cuando la poscarga aumenta, el corazón tiene más dificultad para impulsar la sangre y en consecuencia disminuye el volumen sistólico y permanece más cantidad de sangre en el ventrículo cuando termina la fase de contracción o sístole.

## Factores que aumentan la poscarga
Algunos de los factores que aumentan la poscarga son: la hipertensión arterial y la disminución del calibre de los vasos por vasoconstricción o arterioesclerosis.